# Pascal Klemens
Pascal Klemens, né le 23 février 2005 à Berlin en Allemagne, est un footballeur allemand qui évolue au poste de milieu défensif au Hertha Berlin.

## Biographie

### En club
Né à Berlin en Allemagne, Pascal Klemens commence le football au 1.FC Wacker Lankwitz puis est formé par le Hertha Zehlendorf avant de rejoindre un autre club de la capitale allemande, le Hertha Berlin, où il poursuit sa formation. Il s'impose dans les équipes de jeunes du club, étant notamment le capitaine de l'équipe des moins de 19 ans. En janvier 2023, il intègre pour la première fois l'équipe première du Hertha.
Il joue son premier match en professionnel lors d'une rencontre de Bundesliga le 27 mai 2023, face au VfL Wolfsburg. Il est titularisé et son équipe l'emporte par deux buts à un. Deux jours plus tard, Klemens prolonge son contrat avec le Hertha, étant désormais lié au club jusqu'en juin 2026.
Le 24 novembre 2023, Klemens inscrit son premier but en professionnel, lors d'une rencontre de championnat face au Hanovre 96. Titularisé, il marque le deuxième but des siens, mais son équipe se fait finalement rejoindre au score (2-2 score final). Défenseur central de formation, Klemens s'impose en équipe première lors de la saison 2023-2024, devenant progressivement titulaire à un poste inédit pour lui de milieu défensif.

### En sélection
Pascal Klemens représente l'équipe d'Allemagne des moins de 17 ans en 2021, pour un total de trois matchs joués.